# Sacramentários

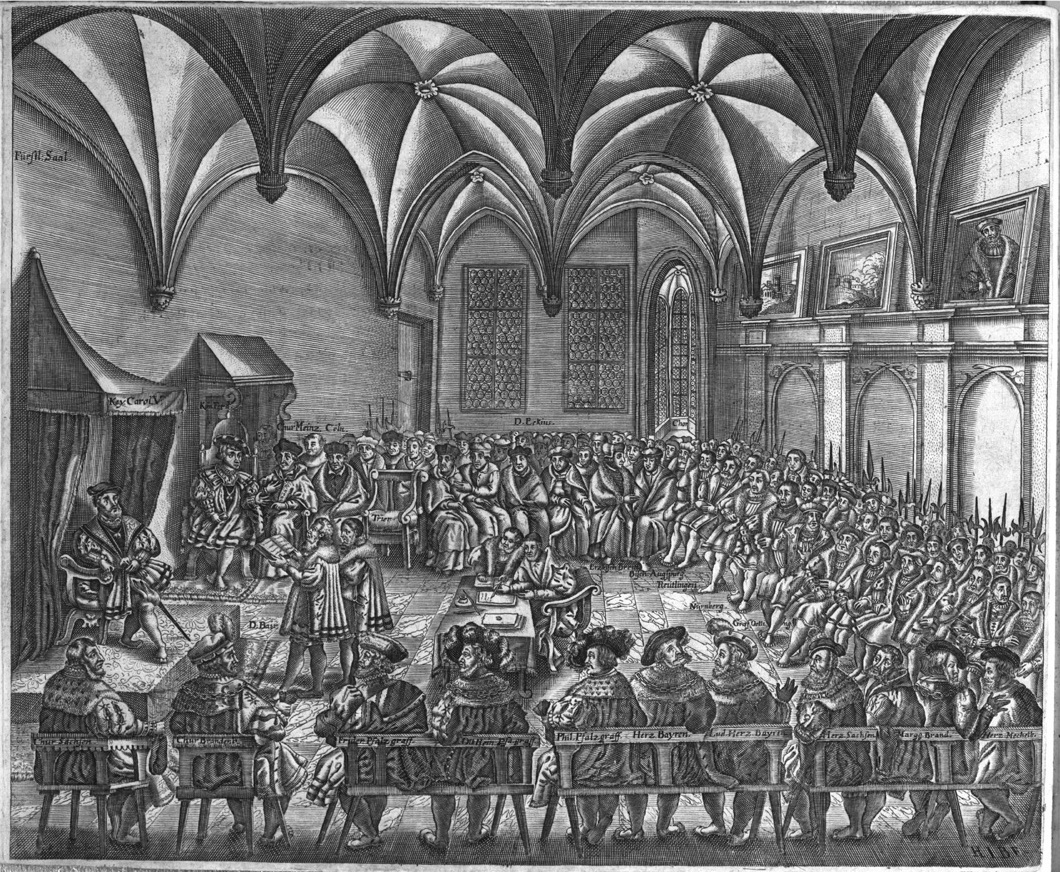
Leitura da Confessio Augustana (Confissão de Augsburgo) pelo Imperador Carlos V na Dieta de Augsburgo, 1530

Os sacramentários eram os cristãos que, na época da Reforma Protestante, negavam não apenas a doutrina católica romana da transubstanciação como também a luterana da união sacramental.
Historicamente, o termo é geralmente utilizado para se referir aos protestantes calvinistas.

## Terminologia
O termo "sacramentário" correspondia à acusação de destruição dos sacramentos e foi usado nas controvérsias confessionais do século XVI primeiro pelos católicos romanos para designar os reformados, depois retomado por Martinho Lutero para designar os reformadores que recusavam a doutrina dele da união sacramental, notadamente Karlstadt, Zwingli ou Oecolampadius.

## Doutrina
Zuínglio e Oecolampadius, assim como os luteranos, rejeitaram o dogma católico romano da transubstanciação, segundo o qual o pão e o vinho, através da consagração da missa, são "realmente, verdadeiramente e substancialmente" transformados no corpo e no sangue de Cristo, tendo as substâncias originais destruídas e restando apenas os acidentes. Mas eles também rejeitaram a doutrina luterana da união sacramental, segundo a qual, na Última Ceia, o pão e o vinho conservam suas próprias substâncias, com as quais coexistem as substâncias do corpo e do sangue de Cristo, num modelo semelhante ao que ocorre com as duas naturezas de Cristo na união hipostática.
Tendo ascendido ao céu "à direita do Pai", Cristo não poderia ser tão substancialmente o pão e o vinho no altar. A refeição eucarística torna-se, assim, essencialmente um memorial, na forma de uma refeição simbólica realizada em conjunto em memória do sacrifício único e perfeito realizado na Cruz. A presença de Cristo na Eucaristia é uma “presença espiritual” no coração dos fiéis.
Essa divergência doutrinária foi discutida por Lutero, Zuínglio e Oecolampadius no Colóquio de Marburgo em 1529, mas não pôde ser resolvida. Foi o principal ponto que impediu a união com os luteranos.
A morte de Zuínglio em 1531 na Batalha de Kappel interrompeu, por um tempo, a propagação da Reforma Suíça.

## História
Os sacramentários estavam divididos em dois grupos:
1. Os seguidores de Wolfgang Capito, Andreas Karlstadt e Martin Bucer que, na Dieta de Augsburgo, apresentaram a Confessio Tetrapolitana das cidades de Estrasburgo, Constança, Lindau e Memmingen.
2. Os seguidores do reformador suíço Ulrico Zuínglio incluindo Johannes Oecolampadius. Zuínglio também apresentou sua confissão de fé na Dieta de Augsburgo.

O ponto de vista doutrinário era o mesmo nos dois casos: uma admissão da presença espiritual de Cristo que a alma devota pode receber e se alegrar, mas uma total rejeição de qualquer presença física ou corpórea.
Depois de defenderem seu ponto de vista por alguns anos, as quatro cidades aceitaram a Confissão de Augsburgo e se alinharam ao corpo doutrinário dos luteranos. A posição de Zuínglio, por outro lado, foi incorporada na Confissão Helvética. Atualmente uma curiosa inversão na terminologia fez com que o nome "sacramentário" fosse aplicado aos que se defendem uma visão extremada sobre a eficácia dos sacramentos. 

### Na Inglaterra
Durante os turbulentos anos finais do reinado de Henrique VIII, uma influente facção de conservadores religiosos se dedicou a erradicar o que consideravam heresia na sociedade inglesa, incluindo a negação da presença real no sacramento da Eucaristia ("sacramentarianismo"). O rei parou de queimar hereges em 1543 e, em poucos anos, a divisão entre partidos religiosos na sociedade inglesa deu origem a um conflito intenso, e dez cristãos radicais foram executados. As mulheres tinham menos probabilidade de estar entre os condenados; mesmo assim, Anne Askew, uma escritora de uma importante família de Lincolnshire com conexões familiares com a casa real, foi torturada e queimada em 16 de julho como parte de uma campanha para minar a rainha Katherine Parr, ela própria suspeita por certas facções de abrigar crenças heréticas.